# Tour préliminaire à la Coupe d'Asie des nations de football 1992
Cette page présente le tour préliminaire à la Coupe d'Asie des nations 1992.
Vingt pays affiliés à l'AFC s'engagent dans la 10e édition de la Coupe d'Asie des nations. L'Arabie saoudite, tenant du titre et le Japon, pays hôte du tournoi final, sont directement qualifiés et ne dispute pas ces éliminatoires.

Ce tour préliminaire concerne donc 20 équipes asiatiques, réparties en 6 groupes géographiques. La meilleure équipe de chaque groupe est qualifiée pour la phase finale au Japon.

## Tour préliminaire

### Groupe 1:Qatar
- Tournoi à Doha au Qatar

| Rang | Équipe | Pts | J | G | N | P | Bp | Bc | Diff |  | Résultats |  |     |     |
| ---- | ------ | --- | - | - | - | - | -- | -- | ---- |  | --------- |  | --- | --- |
| 1    | Qatar  | 4   | 2 | 2 | 0 | 0 | 8  | 2  | +6   |  | Qatar     |  | 4-2 | 4-0 |
| 2    | Syrie  | 2   | 2 | 1 | 0 | 1 | 3  | 4  | -1   |  | Syrie     |  |     | 1-0 |
| 3    | Oman   | 0   | 2 | 0 | 0 | 2 | 0  | 5  | -5   |  | Oman      |  |     |     |

### Groupe 2:Émirats arabes unis
- Tournoi à Al Ain aux Émirats arabes unis

| Rang | Équipe              | Pts | J | G | N | P | Bp | Bc | Diff |  | Résultats           |  |     |     |
| ---- | ------------------- | --- | - | - | - | - | -- | -- | ---- |  | ------------------- |  | --- | --- |
| 1    | Émirats arabes unis | 4   | 2 | 2 | 0 | 0 | 6  | 3  | +3   |  | Émirats arabes unis |  | 3-2 | 3-1 |
| 2    | Koweït              | 2   | 2 | 1 | 0 | 1 | 4  | 3  | +1   |  | Koweït              |  |     | 2-0 |
| 3    | Bahreïn             | 0   | 2 | 0 | 0 | 2 | 1  | 5  | -4   |  | Bahreïn             |  |     |     |

### Groupe 3:Iran
- Tournoi à Calcutta en Inde

| Rang | Équipe   | Pts | J | G | N | P | Bp | Bc | Diff |  | Résultats |  |     |     |
| ---- | -------- | --- | - | - | - | - | -- | -- | ---- |  | --------- |  | --- | --- |
| 1    | Iran     | 4   | 2 | 2 | 0 | 0 | 10 | 0  | +10  |  | Iran      |  | 3-0 | 7-0 |
| 2    | Inde     | 2   | 2 | 1 | 0 | 1 | 2  | 3  | -1   |  | Inde      |  |     | 2-0 |
| 3    | Pakistan | 0   | 2 | 0 | 0 | 2 | 0  | 9  | -9   |  | Pakistan  |  |     |     |

### Groupe 4:Corée du Nord
- Tournoi à Pyongyang en Corée du Nord :

| Rang | Équipe         | Pts | J | G | N | P | Bp | Bc | Diff |  | Résultats      |  | Macao |     |     |
| ---- | -------------- | --- | - | - | - | - | -- | -- | ---- |  | -------------- |  | ----- | --- | --- |
| 1    | Corée du Nord  | 5   | 3 | 2 | 1 | 0 | 8  | 0  | +8   |  | Corée du Nord  |  | 2-0   | 0-0 | 6-0 |
| 2    | Macao          | 3   | 3 | 1 | 1 | 1 | 4  | 4  | 0    |  | Macao          |  |       | 2-2 | 2-0 |
| 3    | Hong Kong      | 3   | 3 | 0 | 3 | 0 | 2  | 2  | 0    |  | Hong Kong      |  |       |     | 0-0 |
| 4    | Taipei chinois | 1   | 3 | 0 | 1 | 2 | 0  | 8  | -8   |  | Taipei chinois |  |       |     |     |

### Groupe 5:Chine
- Tournoi à Singapour :

| Rang | Équipe    | Pts | J | G | N | P | Bp | Bc | Diff |  | Résultats |  |     |     |     |
| ---- | --------- | --- | - | - | - | - | -- | -- | ---- |  | --------- |  | --- | --- | --- |
| 1    | Chine     | 6   | 3 | 3 | 0 | 0 | 7  | 0  | +7   |  | Chine     |  | 2-0 | 4-0 | 1-0 |
| 2    | Indonésie | 3   | 3 | 1 | 1 | 1 | 3  | 4  | -1   |  | Indonésie |  |     | 1-0 | 3-1 |
| 3    | Malaisie  | 2   | 3 | 0 | 2 | 1 | 2  | 6  | -4   |  | Malaisie  |  |     |     | 1-1 |
| 4    | Singapour | 1   | 3 | 0 | 1 | 2 | 2  | 4  | -2   |  | Singapour |  |     |     |     |

### Groupe 6:Thaïlande
- Tournoi à Bangkok en Thaïlande

| Rang | Équipe       | Pts | J | G | N | P | Bp | Bc | Diff |  | Résultats    |  |     |     |
| ---- | ------------ | --- | - | - | - | - | -- | -- | ---- |  | ------------ |  | --- | --- |
| 1    | Thaïlande    | 4   | 2 | 2 | 0 | 0 | 3  | 1  | +2   |  | Thaïlande    |  | 2-1 | 1-0 |
| 2    | Corée du Sud | 2   | 2 | 1 | 0 | 1 | 7  | 2  | +5   |  | Corée du Sud |  |     | 6-0 |
| 3    | Bangladesh   | 0   | 2 | 0 | 0 | 2 | 0  | 7  | -7   |  | Bangladesh   |  |     |     |

## Qualifiés
- Qatar
- Émirats arabes unis
- Iran
- Corée du Nord
- Chine
- Thaïlande

+  Arabie saoudite (tenant du titre) et  Japon (pays-hôte)